# Le Peyrat

Le Peyrat este o comună în departamentul Ariège din sudul Franței. În 1 ianuarie 2022 avea o populație de 496 de locuitori.